# A luta é alegria
Az A luta é alegria (magyarul: A harc az öröm) egy dal, mely Portugáliát képviselte a 2011-es Eurovíziós Dalfesztiválon. A dalt a portugál Homens da Luta együttes adta elő portugál nyelven.
A dal a 2011. március 5-én rendezett portugál nemzeti döntőn nyerte el az indulás jogát. A döntőben húsz regionális zsűri és a nézők telefonos szavazatai közösen alakították ki az eredményt. A dal a zsűrik listáján hatodik helyen volt, a nézőknél pedig az első helyen, így összesítésben az első helyen zárt a tizenkét fős mezőnyben.
Az Eurovíziós Dalfesztiválon a dalt először a május 10-én rendezett első elődöntőben adták elő, a fellépési sorrendben tizenhatodikként, Wolf Kati What About My Dreams? című dala után, és a litván Evelina Sašenko C’est ma vie című dala előtt. Az elődöntőben 22 ponttal a tizennyolcadik helyen végzett, így nem jutott tovább a május 14-i döntőbe. Portugáliának ez 2007 óta először nem sikerült.